# Ernst Thrasolt

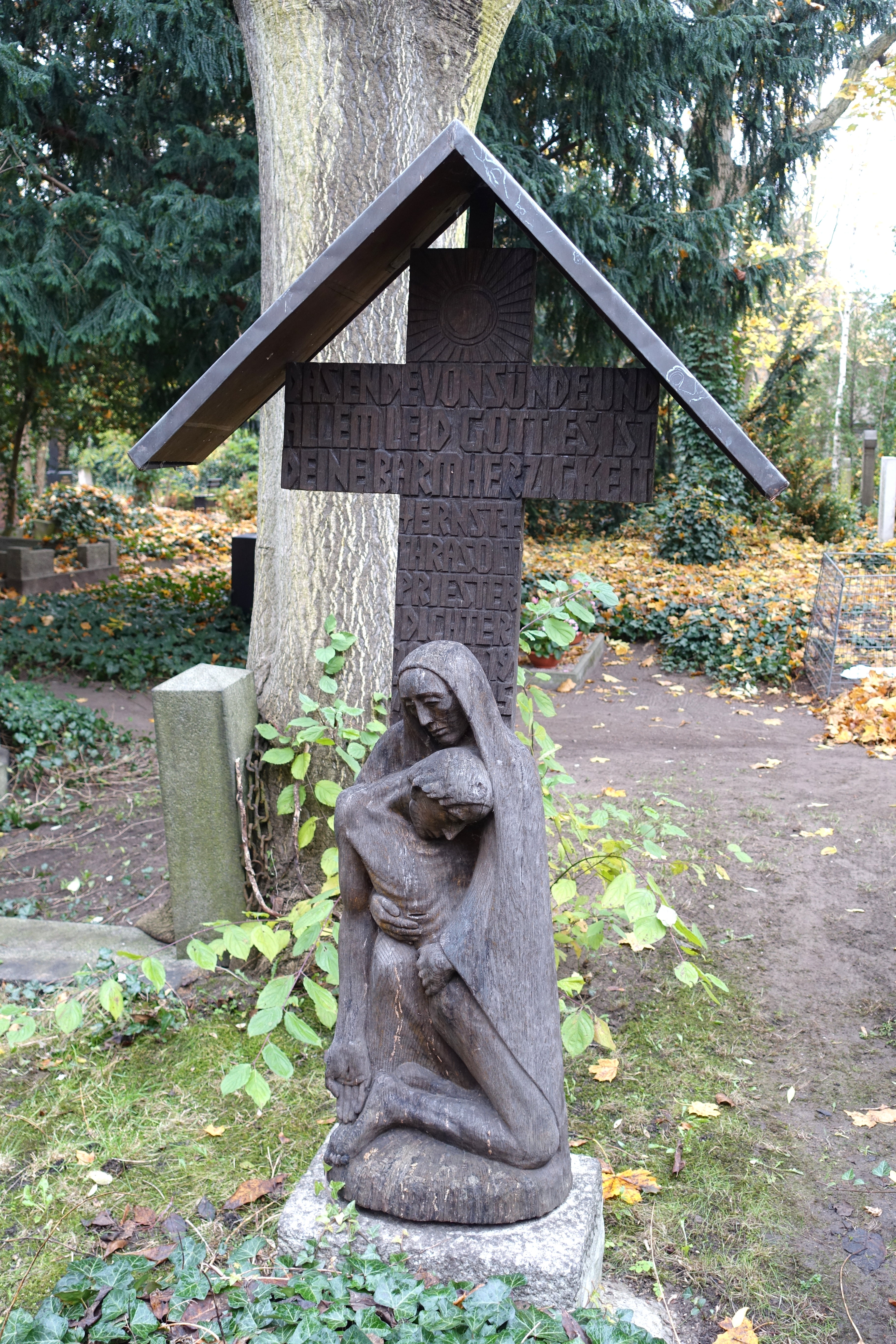
Grab von Ernst Thrasolt auf dem Alten Domfriedhof der St.-Hedwigs-Gemeinde in Berlin

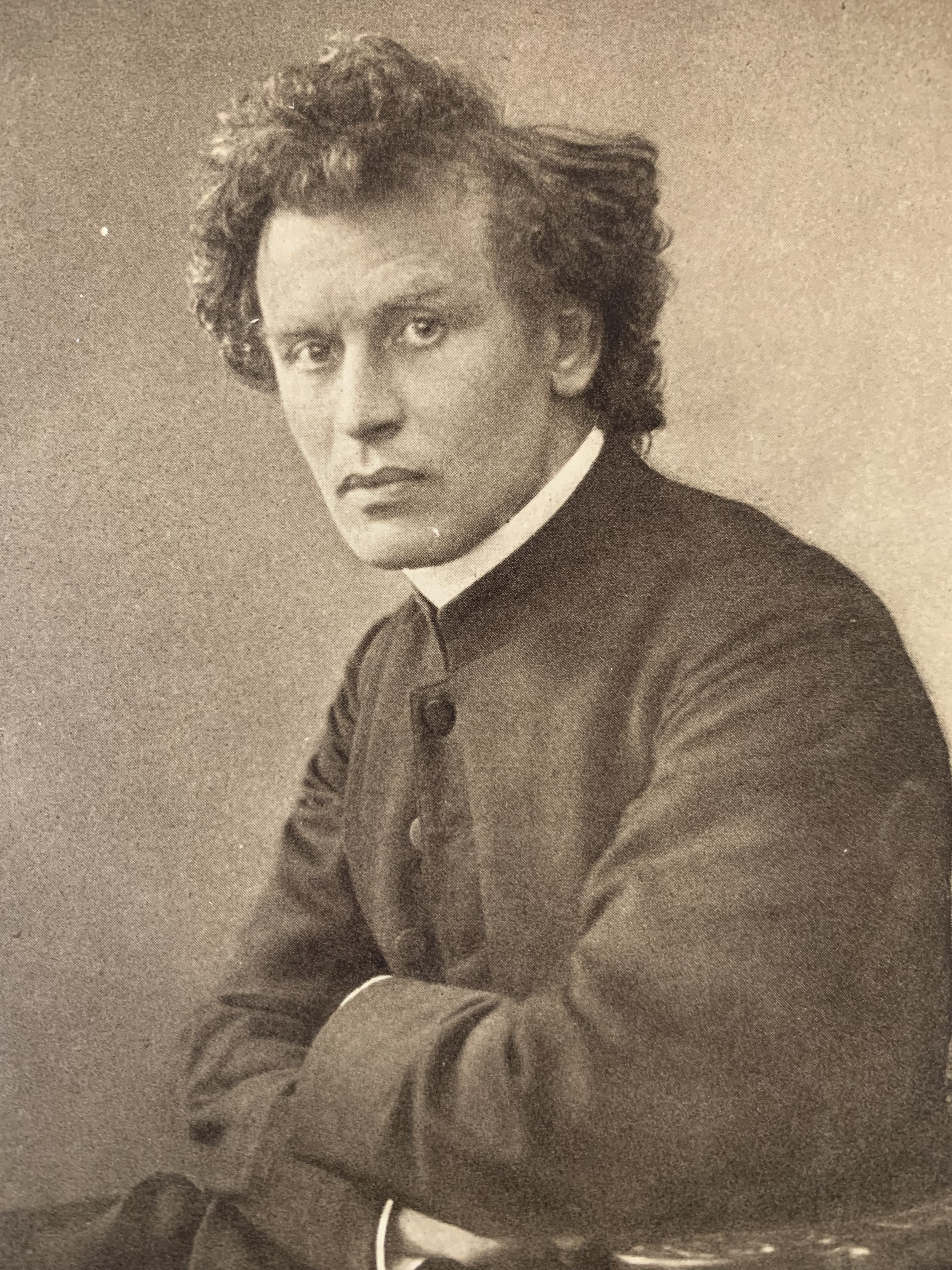
Ernst Thrasolt

Ernst Thrasolt (Pseudonym für Matthias Josef Franz Tressel; * 12. Mai 1878 in Saarburg (Ortsteil Beurig); † 20. Januar 1945 in Berlin) war ein deutscher römisch-katholischer Priester, Dichter, Mitbegründer der katholischen Jugendbewegung, Pazifist und Judenretter.

## Leben
Matthias Tressel wurde in eine bäuerlich-handwerkliche Familie hineingeboren. Er besuchte das Trierer Friedrich-Wilhelm-Gymnasium und studierte nach dem Abitur im Jahr 1899 am Priesterseminar Trier des Bistums Katholische Theologie. Im März 1904 empfing er die Priesterweihe und war als Kaplan in verschiedenen Orten (Halsenbach, Illingen, Heimersheim, Boppard) sowie als Rektor einer Fürsorgeanstalt in Alf an der Mosel tätig. Nach dem Pfarrexamen 1907 wurde Thrasolt 1908 zum Pfarrer von Haag (Hunsrück) ernannt, 1915 dann zum Pfarrer von Langsur.

### Erste literarische und publizistische Arbeiten
Schon als Pfarrer in Haag hatte Ernst Thrasolt 1908 seinen ersten Gedichtband veröffentlicht, der ein lebhaftes Echo fand und dem weitere folgten. Im Jahr 1908 wurde er Herausgeber der seit 1891 bestehenden, seit 1909 im Verlag des Volksvereins für das katholische Deutschland erscheinenden Efeuranken. Illustrierte Jugendzeitschrift. Sie gilt als eine der „frühesten Wurzeln der katholischen Jugendbewegung“. 1913 nahm Thrasolt am Ersten Freideutschen Jugendtag auf dem Hohen Meißner teil. Als die Zeitschrift Efeuranken 1913 eingestellt wurde, begründete er die Zeitschrift Das heilige Feuer.

### Die Wendung zum Pazifismus und die Jahre in Berlin
Als ihm der Bischof von Trier im Jahr 1915 wegen Verstoßes gegen den Zölibat die Pfarrstelle entzog, geriet Thrasolt in eine tiefe Krise. Schließlich meldete er sich als Kriegsfreiwilliger. Er war im Sanitätsdienst tätig und Leiter einer fahrbaren Bücherei im besetzten Baltikum. Seine Brüder Nikla und Hanni fielen beide im Krieg. Nach dem Krieg suchte Thrasolt eine Betätigung in Berlin und fand Anschluss an Carl Sonnenschein. Sonnenschein vermittelte ihm eine Hausgeistlichenstelle im Kloster der Karmelitinnen in Berlin-Weißensee. Thrasolt blieb „seinem gegnerischen Freunde Sonnenschein“ – so Kurt Tucholsky in seiner Rezension von Thrasolts Sonnenschein-Biographie – bis zu dessen Tod verbunden. Was Sonnenschein bei Thrasolt nicht nachvollziehen konnte, war dessen Eintreten für die katholische Jugendbewegung und die Jugendbewegung überhaupt. Umgekehrt tadelte Thrasolt Sonnenschein dafür, dass dieser, so Thrasolt, die Folgen des Ersten Weltkrieges zwar karitativ gelindert habe, dass Sonnenschein (wie der zeitgenössische Katholizismus insgesamt, Thrasolt nahm sich – selbstkritisch – davon nicht aus) es jedoch unterlassen habe, sich dem Krieg zu widersetzen:

„Schuld daran, dass die Katastrophe (1914) überall grade auch die Katholiken nicht vorbereitet und nicht gefeit traf, hatte überall der Staatskatholizismus, die kleine kurzsichtige Hingabe des Christen an den Staat, die Selbstaufgabe ihres christlichen Bürgerrechtes um das Linsenmus des Staatsbürgerrechtes, der Verzicht auf Christenehre für nationale Ehre, der Verrat des Taufeides um des Fahneneides willen, der Untergang des eigenen persönlichen Gewissens in die gewissenlose öffentliche Meinung.“

Tucholsky stimmte Thrasolt begeistert zu: „Ich werde es dem Thrasolt hoch, hoch anrechnen, dass da endlich mal ein Katholik kommt, der dem Caesar nimmt, was des Caesars nicht ist. Das hat mich auf das allertiefste ergriffen. Bravo!“
Thrasolt hatte unter dem Eindruck des Krieges eine Umkehr vollzogen. Bis 1914 hatte er als Herausgeber der Zeitschrift Das heilige Feuer darin auch einzelne völkische, antisemitische und sozialdarwinistisch Autoren zu Wort kommen lassen. Nach dem Krieg bewegte sich Das Heilige Feuer zu einem linkskatholischen und pazifistischen Standpunkt.
Thrasolt wurde Mitglied des Deutschen Friedenskartells und des Friedensbundes Deutscher Katholiken. Er leitete den 1926 gegründeten Verband radikalpazifistischer Gruppen Deutschlands und gehörte dem Vorstand des Bundes der Kriegsdienstgegner an.
In Berlin begründete er 1921 die radikalpazifistische Zeitschrift Vom frohen Leben und war – unter dem Pseudonym „Christian Imboden“ – deren Schriftleiter, bis die Zeitschrift 1933 von den Nationalsozialisten verboten wurde. Außerdem schrieb er ab 1932 für das Katholische Kirchenblatt für das Bistum Berlin, die Kirchenzeitung des 1930 errichteten Bistums Berlin.
Obwohl er in seiner Heimat als emeritierter Priester des Bistums Trier gebrandmarkt war, blieb er seiner Heimat, seinem Elternhaus und seiner Heimatsprache fest verbunden. Dies belegen seine beiden Gedichtbändchen Behaal meech liew (1922) und Fänk beim Bo´r unn! (1935), die beide in moselfränkischer Mundart geschrieben sind und Arbeit und Leben in dem kleinen Bauerndorf der damaligen Zeit beschreiben. Behaal meech liew widmete er seiner „Mootter en ihrem finfunsiwwenzigsten Läwensjoar un Doudesjoar“.

### Unter der nationalsozialistischen Diktatur
In der NS-Zeit wurden Thrasolts Werke zum Teil verboten, die Zeitschriften, bei denen er mitwirkte, wurden eingestellt. Als einer der „berüchtigtsten Pazifisten Deutschlands“ erhielt Thrasolt Schreibverbot. Er stand unter ständiger Beobachtung der Gestapo. Ab 1934 lebte er in einer einsamen Blockhütte in Schildow, nördlich von Berlin. Dort bot er politisch Verfolgten und Juden Unterschlupf. Er versorgte sie mit Lebensmitteln; einigen Juden konnte er zur Flucht in die Niederlande verhelfen. Am 6. Dezember 1944 wurde Thrasolts Blockhütte ein Opfer der Brandbomben. Zahlreiche Werke und Manuskripte gingen unwiederbringlich verloren.
Schon bald darauf starb Thrasolt im St.-Hedwig-Krankenhaus und wurde auf dem Berliner Alten St.-Hedwigs-Friedhof an der Liesenstraße neben Carl Sonnenschein beerdigt. Sein Nachlass befindet sich im Diözesanarchiv Berlin.

## Bedeutung als Lyriker
Ernst Thrasolt galt als der „Erneuerer der religiösen Lyrik Deutschlands“. Für Wilhelm Knevels war er „der bedeutendste religiöse Lyriker unter den modernen Dichtern katholischen Konfession“.
In der NS-Zeit war sein lyrisches Werk verfemt und Thrasolt eine „Unperson“. Er geriet – außer in seiner Heimat – in Vergessenheit.

## Ehrungen
1911 zeichnete die Katholisch-Theologische Fakultät der Universität Würzburg Thrasolt mit dem Würzburger Dichterpreis aus, den sie alle sechs Jahre „für das beste Werk auf dem Gebiete der christlich-religiösen Dichtung“ verlieh.
1953 ehrte Ernst Reuter, der Regierende Bürgermeister von Berlin, Ernst Thrasolt zum 75. Geburtstag. Er enthüllte ein Denkmal auf Thrasolts Grab und benannte eine Straße in Charlottenburg nach ihm.
In seinem Heimatort und in Green wurden ebenfalls Straßen nach ihm benannt.

## Schriften

### Lyrik
- De profundis. Geistliche Lieder. Kösel, Kempten und München 1908 (und zahlreiche weitere Auflagen).
- Stillen Menschen. Gedichte aus Natur und Leben. Kösel, Kempten und München 1909.
- Witterungen der Seele. Geistliche Gedichte. Alber, Ravensburg 1911 (weitere Auflagen im Ohlinger Verlag, Mergentheim und im Vier Quellen Verlag, Leipzig).
- In memoriam. Totengedächtnislieder. Vier Quellen Verlag, Leipzig 1922.
- Behaal meech liew. Gedichte enn soar-musel-fränkischer Mondoart vunn Ernst Thrasolt. Verlag der Scholle, Berlin-Weißensee 1922.
- Gottlieder eines Geistlichen. Vier Quellen Verlag, Leipzig 1923.
- Fänk beim Bo'r unn! Gedichter enn Soar-Musel-Fränkischer Moonndoart. Kittler, Leipzig 1935.
- Lieder der Hoffnung Morus-Verlag, Berlin 1973, ISBN 3-87554-111-1.

### Prosa
- Die Witwe. Eine Bauerngeschichte. J. Kösel & F. Pustet, München 1925.
- Sagen und Legenden der Saar, bearbeitet von Ewald Meyer. W. Rassier, Saarburg 2000, ISBN 3-922127-11-8.

### Biographie und Hagiographie
- Mönche und Nonnen. Legenden. Vier Quellen Verlag, Leipzig 1922.
- Dr. Carl Sonnenschein. Der Mensch und sein Werk. J. Kösel & F. Pustet, München 1930.
- Das Martyrologium Germaniens. Geschichtliche Gebetslesungen zum täglichen Gedächtnis der deutschen Heiligen. Laumann, Dülmen 1939.
- Eduard Müller, der Berliner Missionsvikar. Ein Beitrag zur Geschichte des Katholizismus in Berlin, der Mark Brandenburg und Pommern. Herausgegeben von Alfons Erb. Morus-Verlag, Berlin 1953.

### Sonstige Werke als Autor
- Nicht Krieg! Friede! Christi Friede! Ein Sprechchor. Verlag der Scholle, Berlin-Weißensee 1931.
- Christus in der großen Stadt. Verlag der Scholle, Berlin-Weißensee 1931.

### Als Herausgeber
- Geistliche Kriegslieder. Paulinus, Trier 1915 (Noten und Texte)

### Als Schriftleiter von Zeitschriften
- Efeuranken (1908–1913)
- Das Heilige Feuer (1912–1915)
- Vom frohen Leben (1921–1933)

## Hörbeispiele der Gedichte in moselfränkischer Mundart
- Gedichte von Ernst Thrasolt, vorgetragen von Ewald Meyer